# Astragalus guanajuatensis
Astragalus guanajuatensis es una especie de planta perteneciente a la familia Fabaceae. El nombre de la planta está dedicado a la región en donde habita, el estado de Guanajuato.

## Clasificación y descripción
Es una planta herbácea perenne, rastrera; tallos de hasta de 20 cm de largo; hojas hasta de 4 cm de largo, estípulas triangular-lanceoladas, hasta de 5 mm de largo, unidas entre sí al menos en la base, verdes, peciolos de 1 a 6 mm de largo, foliolos 15 a 27 de 3 a 6(7) mm de largo, y 0,6 a 1,5 mm de ancho. Inflorescencias en forma de racimos axilares moderadamente densos, de 2 a 3 cm de largo, flores 12 a 18, pedúnculos hasta de 6 cm de largo, brácteas lanceoladas, de 2 a 3 mm de largo, pedicelos de 1 a 2 mm de largo; cáliz campanulado; estambres de 6 a 7 mm de largo; ovario pubescente. Fruto de 10 a 13 mm de largo, amarillento; semillas por lo general 4 en cada lóculo, de 1,5 a 1,8 mm de largo, cafés, sin brillo.

## Distribución
Puerto del Aire y San Agustín, municipio de Victoria, Guanajuato.

## Hábitat
Habita en sitios abiertos de pastizales, donde hay humedad, a una altitud de 2340 m s. n. m. y en sitios abiertos de bosque de encino y pino a 2430 m s. n. m. de altitud. Tiene afinidad con el sustrato de roca ígnea.

## Estado de conservación
Representa un endemismo muy estrecho.